# 鷹 (雑誌)
「鷹」（たか）は、俳誌。1964年7月に東京から創刊。「馬酔木」で活躍していた相馬遷子、堀口星眠、千代田葛彦、古賀まり子、藤田湘子らが集まり、湘子を発起人代表とする同人誌として出発。「馬酔木」の衛星誌として馬酔木俳句の新生面開拓・底辺拡大を目的として創刊されたが、「馬酔木」からは「鷹」の活動は認められず、1968年2月に湘子は「馬酔木」同人を辞し、他の発起同人は「鷹」を去る。
以後は湘子の主宰誌となり、有期定型を基盤としつつ個性重視・実力主義の方針で活動。結社内の賞として鷹俳句賞（1966年開始）、鷹新人賞（1973年開始）などを開催し多数の実力派俳人を輩出する。結社活動の活性化を期し、1996年4月号で第二次「鷹」を発足、地方の小句会「五人会」制を導入し結社の体質改革を図った。
2005年4月に湘子が死去し、小川軽舟が二代目主宰に就任、髙柳克弘が編集長に就いた。2006年4月号で通巻500号に到達。

## 主な参加者
退会者を含む。括弧内は各自の主宰誌。
- 有澤榠櫨
- 飯島晴子
- 奥坂まや
- 小澤實（「澤」主宰）
- 加藤静夫
- 岸孝信
- 後藤綾子
- 菅原鬨也（「滝」主宰）
- 髙柳克弘
- 竹岡一郎
- 辻桃子（「童子」主宰）
- 辻内京子
- 遠山陽子
- 永島靖子
- 中西夕紀（「都市」主宰）
- 布施伊夜子
- 星野石雀
- 細谷ふみを
- 増山美島（「鬼怒」代表）
- 松田ひろむ（「鴎座」代表）
- 南十二国
- 宮坂静生（「岳」主宰）